# Borovec pri Karlovici
Borovec pri Karlovici – wieś w Słowenii, w gminie Velike Lašče. W 2018 roku liczyła 8 mieszkańców.